# Jacques Tissot
Pour les articles homonymes, voir Tissot.
Jacques Tissot, né le 4 juin 1937, est un vigneron français, propriétaire du domaine Jacques Tissot à Arbois dans le Jura.

## Biographie
Jacques Tissot produit des vins du Jura dans la plupart des appellations (Arbois, Arbois Pupillin, Côtes du Jura) et dans les trois couleurs. Il a été primé à de nombreuses reprises à la foire agricole de Paris et possède de nombreuses citations au Guide Hachette et dans d'autres guides des vins prestigieux, notamment pour son vin jaune et son vin de paille.